# Stegnaster inflatus
Stegnaster inflatus är en sjöstjärneart som först beskrevs av Hutton 1872.  Stegnaster inflatus ingår i släktet Stegnaster och familjen Asterinidae. Inga underarter finns listade i Catalogue of Life.